# HD 74272
HD 74272，又名CD-46 4448，SAO 220284、HR 3452，是一颗恒星，视星等为4.77，位于銀經265.87，銀緯-3.27，其B1900.0坐标为赤經8h 37m 56.3s，赤緯-46° -3.27′ 36″。